# Maffeo Pantaleoni

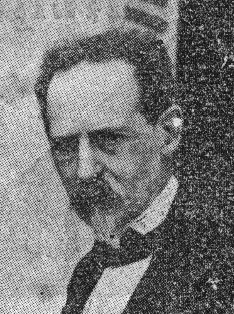
Maffeo Pantaleoni.

Maffeo Pantaleoni (Frascati, 2 juli 1857 - Milaan, 29 oktober 1924) was een Italiaans econoom en politicus. In zijn jonge jaren was hij een gekend voorvechter van de neoklassieke economie. Hij werd in het verleden af en toe aangeduid als de Italiaanse Alfred Marshall, vanwege zijn niet aflatende verdediging van een laissez-faire economisch beleid. 

## Bijdragen aan de economie

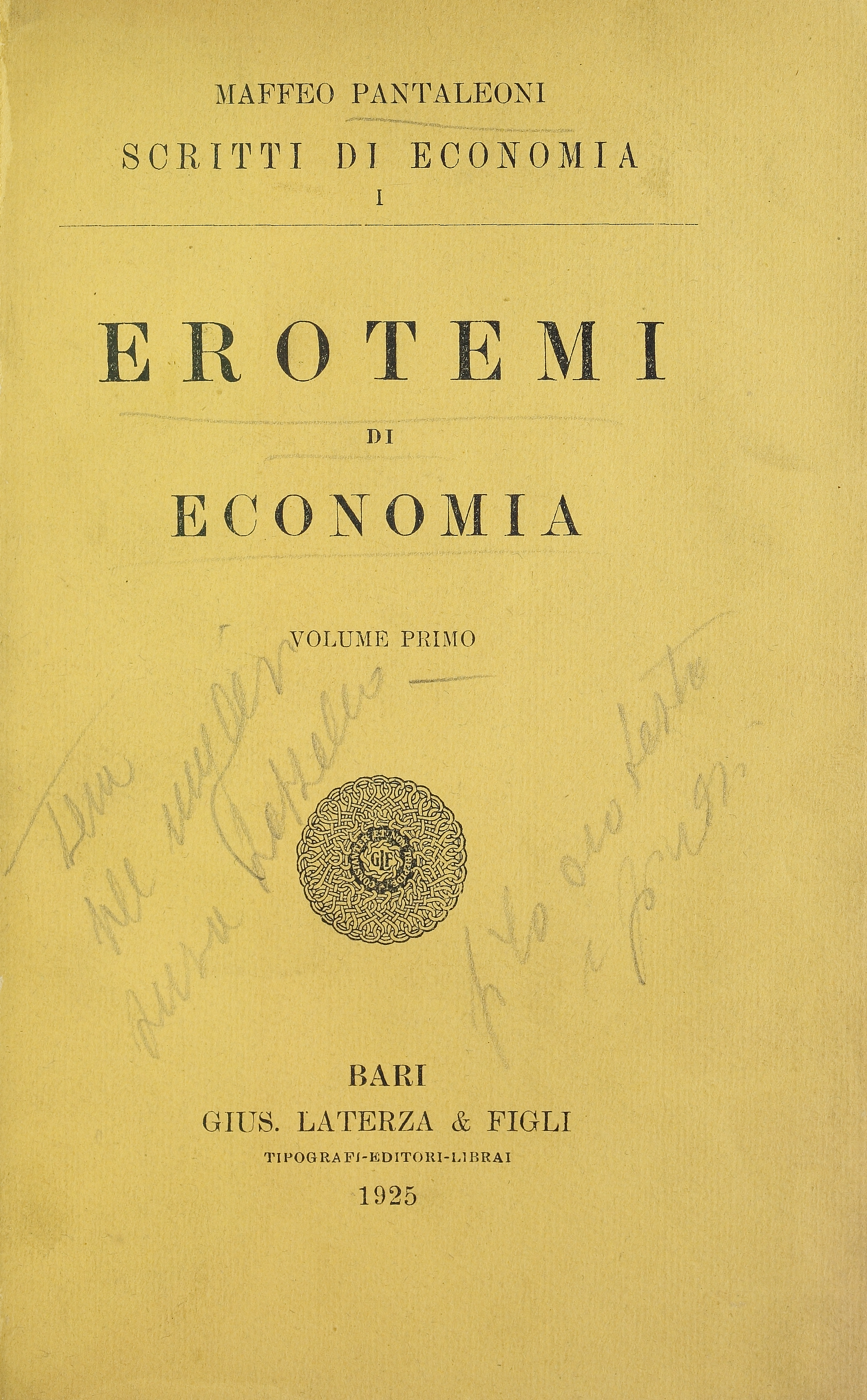
Erotemi di economia, 1925

In de jaren tachtig van de 19e eeuw droeg Pantaleoni belangrijk bij aan de Italiaanse school in de economie die bekendstaat als 'La Scienza delle Finanze'. Zijn boek 'Teoría della Traslazione dei Tributi' (theorie van het afschuiven van belastingen) is een baanbrekende studie naar belastingincidentie (effect van belastingen). Volgens Nobelprijs-winnaar James M. Buchanan kunnen Pantaleoni en zijn volgelingen (zoals Antonio De Viti De Marco en Vilfredo Pareto) worden beschouwd als de intellectuele voorvaderen van de moderne public choicetheorie.

## Politieke carrière
Later in zijn leven, in de periode vlak voor en tijdens de Eerste Wereldoorlog, werd Pantaleoni een vurig nationalistisch en anti-socialistisch politicus, met nauwe banden met de Italiaanse fascistische beweging. Van 1919 tot 1920 was hij vijftien maanden lang minister van Financiën in de Carnaro-regering onder leiding van Gabriele D'Annunzio, die vanuit Fiume regeerde. Kort voor zijn dood in 1924 werd hij in de Italiaanse senaat verkozen.

## Belangrijke werken van Maffeo Pantaleoni
- Teoria Della Traslazione dei Tributi, 1882.

- Base de données des élites suisses: 75592
- Bibliothèque nationale de France: cb12343998j (data)
- CiNii: DA01813718
- Gemeinsame Normdatei: 119374307
- International Standard Name Identifier: 0000 0001 2131 1076
- Library of Congress Control Number: n86137457
- Nationale bibliotheek van Australië: 35854752
- Nationale Bibliotheek van Israël: 987007271299805171
- Nederlandse Thesaurus van Auteursnamen: 074019791
- Istituto Centrale per il Catalogo Unico: RAVV034070
- Système universitaire de documentation: 032403623
- Trove: 1117196
- Virtual International Authority File: 46834386
- WorldCat: E39PBJkxMpJ9wbpwyKj6HtKjmd